# Distretto di Si Somdet
Il distretto di Si Somdet (in thailandese: ศรีสมเด็จ) è un distretto (amphoe) della Thailandia, situato nella provincia di Roi Et.